# 亚依
亚依（1964年—），女，珞巴族，生于西藏自治区林芝地区米林县南伊珞巴民族乡，中华人民共和国舞蹈家，国家二级编导。

## 生平
亚依的母亲是亚崩，为南伊珞巴族的最后一位女巫。亚依是亚崩的次女，也是南伊珞巴族第一位女大学生。1977年到1982年，亚依考入北京舞蹈学校民族舞专业学习。1997年到1998年，在北京舞蹈学院编导系进修编导专业。
亚依曾在本团上演的各类剧目、节目中担任独舞、双人舞、领舞等。主要剧目、节目有《金山战鼓》、《央金玛》、《热巴情》等等。她还自编自演过双人舞《古老的主题》、独舞《珞巴士风舞》。亚依创作的歌舞《大雁颂》获文化部颁发的全国文化新剧目奖和珠穆朗玛文学艺术奖，双人舞《珞巴人的刀》在第十届全国少数民族舞蹈大赛中获创作一等奖，三人舞《彩蝶戏鼓》、《珞巴之春》在西藏自治区舞蹈比赛中获创作二、三等奖。亚依曾随中国西藏艺术团出访欧美等地不少国家。